# Carmela Arias y Díaz de Rábago
Carmela Arias y Díaz de Rábago (20 de fevereiro de 1920 - 27 de outubro de 2009, Corunha) foi uma banqueira espanhola que, em 1971, se tornou a primeira mulher a dirigir um banco na Espanha, cargo que ocupou durante 30 anos. Ela também ficou conhecida como Condessa de Fenosa.
Em 1967, foi nomeada vice-presidente da Fundación Barrié e designada sucessora da presidência. Durante os primeiros anos de existência da fundação esteve acompanhada de Pedro Barrié, com quem se casara um ano antes.
Após a morte de Pedro Barrié, em 1971, Carmela Arias atuou como presidente do Banco Pastor e também da Fundación Barrié. Os primeiros anos da sua presidência foram dedicados à conclusão dos projetos de infra-estruturas educativas anteriormente concebidas: escolas de arquitectura, engenharia e investigação acadêmica.